# Matevž Vidovšek
Matevž Vidovšek, slovenski nogometaš, * 30. oktober 1999, Slovenj Gradec.
Vidovšek je profesionalni nogometaš, ki igra na položaju vratarja. Od leta 2020 je član slovenskega kluba Olimpija, od leta 2023 pa tudi slovenske reprezentance. Ped tem je branil za italijanski Atalanto in Reggino ter ciprsko Ayio Napo. Skupno je v prvi slovenski ligi odigral več kot 30 tekem. Z Olimpijo je osvojil naslov slovenskega državnega prvaka v sezoni 2022/23 in slovenski pokal leta 2023.
Bil je tudi član slovenske reprezentance do 17 in 18 let.